# El misterio de la cruz egipcia
La quinta de las novelas de misterio protagonizadas por el joven detective “Ellery Queen” fue publicada por los escritores Frederick Dannay y Manfred Lee en el año 1932, bajo el título “The Egyptian Cross Mystery”, siguiendo el modelo por ellos mismos establecido del juego de dos palabras que incluyen un gentilicio, y que en este caso hace referencia a la letra “tau”, o cruz que tiene su travesaño en la parte superior del eje vertical.

## Argumento
Un maestro de escuela de una pequeña localidad de Virginia es hallado en vísperas  de  la Navidad, decapitado y crucificado en un poste de señales de un cruce de caminos, de modo que su cuerpo parece formar la letra “T”. La misma letra “T” aparece igualmente marcada con sangre en la puerta de la casa del hombre muerto.  Ellery Queen se halla en la escena del crimen y percibe que la letra es también el símbolo de la llamada “cruz egipcia” o “ansata”, lo que parece señalar a un excéntrico barbudo que en los alrededores predica una extraña religión que mezcla el nudismo con la egiptología. El director comercial de este extravagante personaje ha desaparecido y por ello se convierte en sospechoso del crimen.
Con las escasas pistas halladas, Ellery resulta incapaz de resolver el misterio del asesinato pero, seis meses más tarde y en Long Island, Nueva York, un vecino de uno de sus profesores universitarios es hallado igualmente sin cabeza y crucificado sobre un tótem indio, en el mismo barrio en que vuelve a aparecer el pseudoprofeta egipcio y sus seguidores. El cadáver sujeta ahora una ficha roja de un juego de damas. Una tercera víctima, un millonario navegante, aparece similarmente crucificado en uno de los palos de su velero y una vez más sin que aparezca su cabeza.
Muchos acontecimientos se mezclan, incluyendo las familias de las sucesivas víctimas y sus relaciones con el profeta nudista, el juego de damas y pipas de tabaco extrañamente talladas, pero la pista clave que conduce a Ellery a la solución del caso es una botella de tintura de yodo, que le lleva en una persecución a campo través a la caza del sorprendente asesino.

## Significado y valoración crítica
El hecho evidente de que el personaje de Ellery les fue inspirado a sus autores por las novelas de S.S. Van Dine sobre el detective aficionado “Philo Vance” se mantiene aún en este intrigante relato, que tiene también aspectos en común con la posterior novela de John Dickson Carr “Los tres féretros” (1935), en cuanto que en ambas la trama se centra sobre tres hermanos procedentes de un mismo país, centroeuropeo en este caso, involucrados en un hecho violento acaecido muchos años atrás.
La novela mantiene la habitual introducción del anónimo “JJ McC”, amigo de la familia Queen, así como el acostumbrado “desafío al lector” una vez introducidas todas las pistas necesarias para la solución final con las que los autores rompían la cuarta pared, pero es la primera de la serie inicial de nueve en la que el joven Ellery realiza por sí solo la investigación de un caso, fuera de la ciudad de Nueva York y sin la ayuda de su padre, el inspector Richard Queen de la Brigada de Homicidios neoyorquina, ni la presencia de los habituales sargento Velie y el joven ayudante Djuna. 
En un estricto ejercicio de lógica deductiva, Frederick Dannay y Manfred Lee proporcionan al final la solución que demuestra la correcta posibilidad que apunta al autor de los crímenes. El juego limpio de las novelas enigma se cumple en este caso de manera magistral, manteniendo la intriga hasta las últimas líneas de la narración. “El misterio de la cruz egipcia”, que tendrá su complemento años más tarde con el relato “...Y en el octavo día”, muestra también cómo los elementos de tipo religioso y las evocaciones de un pasado que regresa lleno de rencor y venganza son líneas constantes en la trayectoria de los autores Dannay y Lee.
La novela ha tenido diversas ediciones en castellano, las más recientes de las cuales en "Gerpla, Germán Plaza", "Printer Internacional", "Planeta", “Editorial Picazo” y en “Círculo de lectores”, y a ella le siguió la publicación de "El misterio de la pistola americana" (The American Gun Mystery).